# Electre
L'electre és un mineral de la classe dels elements natius. Rep el seu nom del grec ήλεκτρου, 'ambre', en al·lusió al seu color, i és mencionat en l'obra L'Odissea. El mateix nom va ser usat per a denominar l'ambre, probablement pel color groc pàl·lid d'algunes varietats d'ambre.

## Característiques
L'electre és una varietat de l'or. Químicament és un aliatge d'or i plata, en el qual la plata pot arribar a proporcions màximes del 40% i mínimes del 20%. L'electre de les muntanyes dels Urals, a més, porta un 20% de coure. El color de l'electre és groc pàl·lid o blanc-grogós, i com més plata conté, més pàl·lid n'és el color.
Segons la classificació de Nickel-Strunz l'electre pertanyia a «01.AA - metalls i aliatges de metalls, família coure-cupalita», juntament amb els minerals següents: alumini, coure, or, plom, níquel, plata, auricuprur, cuproaurur, tetraauricuprur, anyuiïta, khatirkita, iodina, novodneprita, cupalita i hunchunita.